# الجامعة التقنية الشمالية
الجامعة التقنية الشمالية هي جامعة تقنية حكومية تأسست في العام الدراسي 2014-2015 بعد شطرها من هيئة التعليم التقني وهي موزعة في ثلاث محافظات وتقع رئاستها في محافظة نينوى تضم الجامعة ثمان كليات متخصصة وسبعة معاهد تقنية موزعة في المنطقة الشمالية من العراق.

## نشأة الجامعة
تأسست المعاهد الفنية لأول مرة عام 1969 حيث تم ربطها إداريا مع جامعة بغداد. في عام 1972 ارتبطت المؤسسة بوزارة التعليم العالي والبحث العلمي حيث تضمنت خمسة معاهد فقط وكلها تقع في بغداد. في عام 1988، تم تغيير الاسم إلى مؤسسة المعاهد الفنية وأضيفت معاهد المهن الصحية. في عام 1993 ، تم استحداث الكليات التقنية لتلبية حاجة الدولة من الكادر التقني على مستوى البكالوريوس. في عام 2001، تم تغيير الاسم إلى هيئة التعليم التقني ليشمل الكليات والمعاهد التقنية. في عام 2014، تم شطر هيئة التعليم إلى استحداث اربع جامعات تقنية تم توزيعها حسب الموقع الجغرافي و هذه الجامعات هي:
1. الجامعة التقنية الشمالية
2. الجامعة التقنية الوسطى
3. جامعة الفرات الأوسط التقنية
4. الجامعة التقنية الجنوبية

ومن هنا كانت انطلاقة الجامعة التقنية الشمالية في عام 2014.

## الهيكل التنظيمي للجامعة التقنية الشمالية

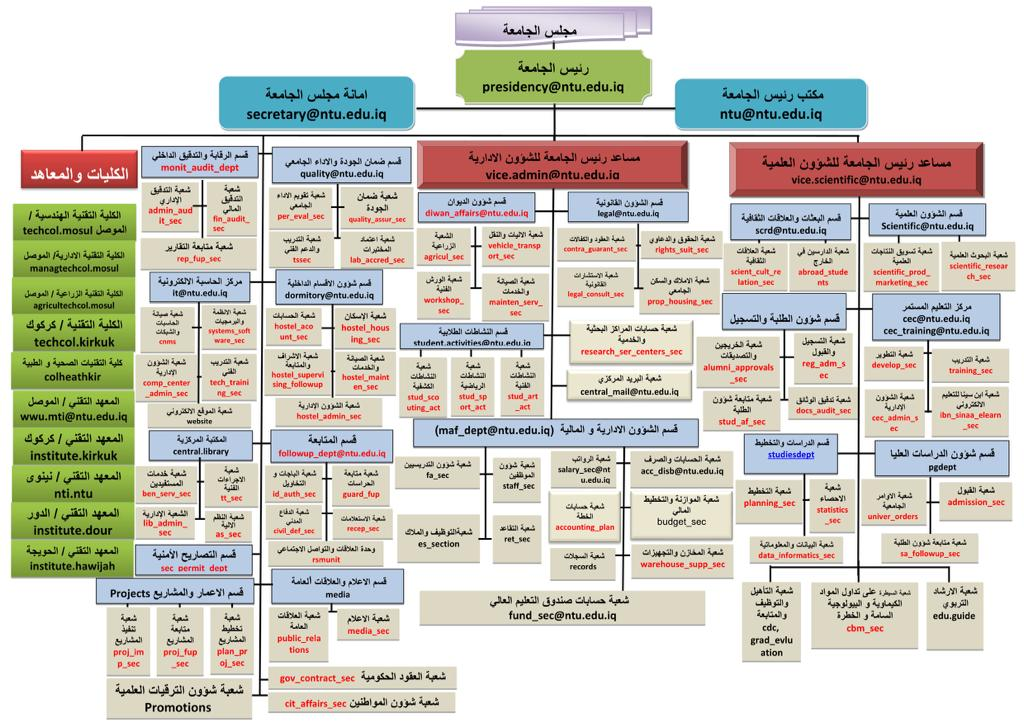
الهيكل التنظيمي للجامعة التقنية الشمالية

## البرامج الدراسية

### الجامعة تقدم برنامج الدراسات العليا الاتية:

#### الماجستير:
1. ماجستير / تكنولوجيا هندسة الحاسبات/ الكلية التقنية الموصل.
2. ماجستير / هندسة تقنيات البناء والانشاءات/ الكلية التقنية الموصل.
3. ماجستير / هندسة تقنيات الاجهزة الطبية/ الكلية التقنية الموصل.
4. ماجستير / هندسة تقنيات القدرة/ الكلية التقنية الموصل.
5. ماجستير / هندسة تقنيات الاحياء المجهرية/ الكلية التقنية الهندسية كركوك.
6. ماجستير / هندسة التقنيات الحرارية / الموصل.
7. ماجستير /تقنيات إدارة الاعمال / الموصل.
8. ماجستير /هندسة تقنيات سيطرة النطم / الموصل.

#### الدبلوم العالي:
1. دبلوم عالي / هندسة القدرة الكهربائية / الموصل.
2. دبلوم عالي / هندسة تقنيات ميكانيك القوى/ الموصل.

### الجامعة تقدم برنامج الاولية الاتية:

#### البكالوريوس:
1. الهندسية ونضم : هندسة تقنيات الأجهزة الطبية و الحاسوب و القدرة الكهربائية و ميكانيك القوى والبناء والإنشاءات والمساحة و الوقود والطاقة و الإحصاء والمعلوماتية و الصناعات الكيمياوية و الامن السيبراني والحوسبة السحابية و الهندسة الإلكترونية والسيطرة.
2. الإدارية وتضم : تقنيات الإدارة الالكترونية و الاعمال و الإحصاء والمعلوماتية.
3. الزراعية وتضم : تقنيات الإنتاج الحيواني و النباتي و مكافحة التصحر.
4. الطبية وتضم : تقنيات التغذية العلاجية و والمختبرات الطبية.

### الدبلوم:
1. الاقسام الادارية.
2. الاقسام الطبية.
3. الاقسام التكنلوجية.
4. الاقسام الزراعية.

## رؤساء الجامعة
1. من 2014 إلى - 2017 تدار من قبل هيئة التعليم التقني
2. من 2017 إلى - 2020 أ.د. موفق يحيى حمدون
3. من 2020 إلى - لحد الان أ.د. علياء عباس العطار.

## خريجون بارزون
1. السيد بشار محمد علي \ رئيس مجلس ادارة كلية النور الجامعة .
2. السيد شان بايار حكيم \ مسؤول الشعبة العلمية في مديرية شباب ورياضة كركوك
3. السيد عبد الباسط محمد \ مسؤول شعبة نظم المعلومات الجغرافية والخرائط البيئية في مديرية زراعة نينوى .
4. السيد علي عماد عبد \ مسؤول شعبة الموقع الالكتروني في جامعة نينوى .
5. السيد عمر عبد الحافظ طه \ مسؤول التخطيط الستراتيجي في مديرية كهرباء الشمال .[3]
6. السيد محمد يحيى محمد \ مدير قسم عمل نينوى .

## الكليات
| الكلية                                | العنوان                | التأسيس | الأقسام | الموقع                                                                                   |
| ------------------------------------- | ---------------------- | ------- | --- | ---------------------------------------------------------------------------------------- |
| الكلية التقنية الصحية والطبية \ كركوك | كركوك، محافظة كركوك    | 1999    | - قسم الكلية الصناعية - تقنيات التغذية العلاجية - تقنيات المختبرات الطبية | الكلية التقنية الصحية والطبية                                                            |
| الكلية التقنية الهندسية \ كركوك       | كركوك، محافظة كركوك    | 1998    | - تقنيات الحاسوب - تقنيات الوقود والطاقة - تقنيات الميكانيك والقوى - تقنيات الإلكترونيك والسيطرة - تقنيات المساحة - تقنيات البيئة والتلوث                                            | الكلية التقنية الهندسية - كركوك - TECK (ntu.edu.iq)                                      |
| الكلية التقنية الهندسية \ الموصل      | الموصل، محافظة نينوى   | 1993    | - تقنيات الحاسوب - تقنيات ميكانيك القوى - تقنيات الأجهزة الطبية - تقنيات القدرة الكهربائية - تقنيات البناء والإنشاءات - تقنيات الامن السيبراني - تقنيات الصناعات الكيمياوية والنفطية | الكلية التقنية الهندسية – موصل – tec – Northern Technical University (ntu.edu.iq)        |
| الكلية التقنية الزراعية               | الرشيدية، محافظة نينوى | 1993    | - تقنيات الإنتاج الحيواني - تقنيات الإنتاج النباتي - تقنيات مكافحة التصحر - تقنيات النواتج الطبيعية                                                                                  | Technical College Agricultural of mosul_tca – Northern Technical University (ntu.edu.iq) |
| الكلية التقنية الإدارية               | الموصل، محافظة نينوى   | 1993    | - تقنيات الإدارة الإلكترونية - تقنيات إدارة الأعمال - تقنيات الاحصاء والمعلوماتية - تقنيات المحاسبة                                                                                  | الكلية التقنية الادارية الموصل – الكلية التقنية الادارية الموصل (ntu.edu.iq)             |

## المعاهد
| المعهد                  | العنوان                   | التأسيس | الأقسام | الموقع                                                               |
| ----------------------- | ------------------------- | ------- | --- | -------------------------------------------------------------------- |
| المعهد التقني \ الموصل  | الموصل، محافظة نينوى      | 1976    | === الأقسام الإدارية === - قسم تقنيات إدارة المكتب - قسم تقنيات انظمة الحاسوب - قسم تقنيات إدارة المواد - قسم تقنيات المعلومات والمكتبات - قسم تقنيات الصيدلة - قسم التحليلات المرضية - قسم تقنيات الأشعة - قسم تقنيات التخدير - قسم تقنيات صحة مجتمع - قسم تقنيات التمريض - قسم تقنيات الميكانيكية - قسم تقنيات الكهربائية - قسم تقنيات الصناعة الكيميائية - قسم تقنيات المساحة - قسم تقنيات القدرة - قسم تقنيات الموارد المائية - قسم تقنيات الانتاج النباتي - قسم تقنيات الانتاج الحيواني - قسم تقنيات المكننة الزراعية | المعهد التقني / الموصل – المعهد التقني / الموصل (ntu.edu.iq)         |
| المعهد التقني \ الحويجة | الحويجة \ محافظة كركوك    | -       | - قسم تقنيات إدارة المكتب - قسم تقنيات إدارة المواد - قسم تقنيات المختبرات الطبية - قسم التقنيات الالكترونية - قسم التقنيات الكهربائية - قسم التقنيات الميكانيكية - قسم تقنيات ميكانيك القدرة - قسم تقنيات الموارد المائية - قسم تقنيات الانتاج النباتي | المعهد التقني \ الحويجة                                              |
| المعهد التقني \ كركوك   | كركوك \ محافظة كركوك      | -       | - قسم تقنيات المساحة - قسم تقنيات صناعة الملابس - قسم تقنيات الادارة القانونية - قسم تقنيات ادارة المواد - قسم تقنيات ادارة التسويق - قسم تقنيات المحاسبة - قسم تقنيات المدنية - قسم تقنيات الصيدلة - قسم تقنيات التمريض - قسم تقنيات صحة المجتمع - قسم تقنيات الالكترونية - قسم تقنيات الكهربائية - قسم تقنيات الميكانيكية - قسم تقنيات الصناعات الكيمياوية - قسم تقنيات انظمة الحاسوب - قسم تقنيات المكائن والالات - قسم تقنيات الغابات                                                                                  | المعهد التقني كركوك_KIT – Northern Technical University (ntu.edu.iq) |
| المعهد التقني \ نينوى   | الموصل \ محافظة نينوى     | 1993    | - قسم تقنيات انظمة الحاسوب - قسم تقنيات المحاسبة - قسم تقنيات المالية والمصرفية - قسم تقنيات الادارة القانونية - قسم تقنيات السياحة وادارة الفنادق | المعهد التقني \ نينوى                                                |
| المعهد التقني \ الدور   | الدور \ محافظة صلاح الدين | 1988    | === الأقسام الإدارية === - قسم تقنيات المحاسبة - قسم تقنيات الادارة القانونية - قسم تقنيات الاسعاف الفوري - قسم تقنيات المختبرات الطبية - قسم الاطراف الصناعية - قسم تقنيات الالكترونية - قسم تقنيات الميكانيكية | HTTPS://ntu.edu.iq/ar/dti-ar/                                        |

## الأقسام الداخلية
توفر الجامعة مجمعات سكنية للطالبات داخل الحرم الجامعي بطاقة استيعابية اجمالية قدرها 1297 طالبة , مع توفير غرف مؤثثة بكامل التجهيزات اللازمة والخدمات من انترنيت ونظافة وصيانة ووقود وطاقة كهربائية , اما فيما يتعلق بالطلبة الذكور فتوفر الجامعة لهم مجمعات سكن خارج الحرم الجامعي مملوكة لها وبطاقة استيعابية قدرها 1530 طالب مع توفير كافة المستلزمات الضرورية واللائقة بالسكن الجامعي , بالاضافة الى التنسيق مع الشركة العامة لنقل الوفود والمسافرين بتسهيل عملية نقل الطلبة من مكان السكن الى الجامعة وبالعكس .
وتستحصل الجامعة اجور سكن من الطالب مبلغاً وقدره 30,000 دينار عراقي عن كل عام دراسي . هذه المجمعات  تدار من قبل قسم شؤون الاقسام الداخلية التابع للجامعة نفسها وهي موزعة على ثلاثة محافظات هي (صلاح الدين، نينوى،كركوك،)
| اسم المجمع | الموقع  | عدد الابنية | الطاقة الاستيعابية |
| ---------- | ------- | ----------- | ------------------ |
| الكوثر     | نينوى   | 1           | 392                |
| المنصور    | نينوى   | 3           | 400                |
| التأخي     | كركوك   | 2           | 480                |
| السلام     | كركوك   | 2           | 275                |
| الرافدين   | الحويجة | 2           | 360                |
| النصر      | الدور   | 2           | 370                |
| الشيماء    | الدور   | 5           | 550                |
| المجموع    | المجموع | 17          | 2827               |

## مركز الجامعة في التصنيف العالمي
احتلت الجامعة التقنية الشمالية تصنيف الاخضر العالمي (Green Metric ) لعام 2022. حيث أحتلت الجامعة المركز 23 عراقيا من أصل 77 جامعة عراقية داخلة في هذا التصنيف وعالمياً المركز 630 واحتلت الجامعة تصنيف سيماكو العالمي (Scimago ) لعام 2021 حيث سجلت الجامعة التقنية الشمالية دخولاً رسمياً لاول مرة في هذا التصنيف لعام 2021 وذلك بتحقيقها المركز 18 عراقياً و 829 عالمياً و احتلت الجامعة تصنيف التايمز البريطاني للمنطقة العربية (THE Arab Region University Rankings ) لعام 2022 حيث سجلت الجامعة التقنية الشمالية حضورها للمرة الثانية على التوالي وذلك بتحقيقها المركز ١٣٥ عربياً.